# Ophiomyia bengalensis
Ophiomyia bengalensis är en tvåvingeart som beskrevs av Singh och Ipe 1973. Ophiomyia bengalensis ingår i släktet Ophiomyia och familjen minerarflugor. Inga underarter finns listade i Catalogue of Life.